# Alcohol Etílico
Alcohol Etílico fue una banda de rock argentino, oriunda de la provincia de Mendoza. Formados en el año 1984, se destacan por ser uno de los grupos de rock argentino surgido de dicha ciudad con éxito internacional como sus contemporáneos Los Enanitos Verdes y Karamelo Santo.

## Historia

### Década de 1980: Primeros años
Alcohol Etílico fue formada por Dimi Bass; cuyo verdadero nombre es Raúl Federico Gómez en bajo y voz. También la integraron Sergio Embrioni y Nicky Imazio en guitarras, Natalio Faingold y Horacio Gómez en teclados y Adrián Vinacour en batería. 
La banda tuvo muchos cambios, entre  ellos pasaron músicos como Adrián Vinacour en batería y Mario Sosa en saxo.
En el año 1986 graban el larga duración Envasado en origen, el cual contenía éxitos además de Lamento Boliviano, como Mi Mandolín, Silvana y ¿Qué nos está pasando?. 
En el año 1988 se producen cambios de integrantes en la agrupación y Dimi junto a Sergio Embrioni y Horacio Gómez graban su segundo simplemente titulado Alcohol Etílico para EMI que los lleva a actuar por toda Argentina, Chile y Colombia.

### Década de 1990
En 1990 luego de cambios en la formación graban el disco Alcohol Puro el cual, por razones de presupuesto, no es editado por el sello; debido a esto la banda queda sin actividad durante 1991. Con la consigna de permanecer radicados en Mendoza se dedican a componer y actuar para sus seguidores. En 1992 graban el sencillo No puedo olvidarte. 
En 1994 año el tema Lamento Boliviano, una de las primeras canciones de Alcohol Etílico, es grabado por Los Enanitos Verdes y se da a conocer a todo el mundo. 
En 1995 Editan el álbum Cosecha con temas como Llueve y Vivo en la Calle.

### Década de 2000
En el año 2000 Dimi Bass, Daniel "Patón" Martínez, Pierino Raguso, Adrián Vinacour y Gustavo "Fish" Fernandez graban en vivo el disco Salto al Vacío en una presentación ante 2.500 personas donde se puede apreciar la fuerza interpretativa y la magia que despliegan en su show. El corte de difusión del tema Judith  que se escucha solamente en las radios locales.
Luego de diez años de no actuar fuera de Mendoza deciden salir. En el año 2001 se presentan en Buenos Aires actuando en televisión, en un programa de una hora de duración en el canal Music Country, y también lo hacen en el Canal CM, el Canal de la Música, para Argentina y distintos países de Latinoamérica. Tocan junto a la banda marplatense Los Súper Ratones en el pub The Cavern. 
En el año 2002 graban el sencillo A tu manera producido por Juan Pablo Absatz. Interrumpen las actuaciones y durante dos meses graban el videoclip de esta canción. La producción del videoclip es de Alcohol Etílico y dirigido por Daniel Raquela. El clip cuenta con escenas de interiores y exteriores, modelos y extras, autos de los setenta, motos Harley Davidson y tomas aéreas en la montaña. 
En el año 2003 presentan su disco de recopilación Lo Mejor de Alcohol Etílico, el cual contiene temas desde los inicios hasta la actualidad. Entre 2004 y 2005 vuelven a los estudios a grabar su siguiente álbum llamado Hotel Latinoamérica. Esta ambiciosa producción cuenta con la participación de importantes técnicos de la escena del rock local como: Sebastián Perkal, Osqui Amante, Gustavo Gauvry, Juan Pablo Absatz y Maximiliano Miglin.

### Sergio Embrioni
El 17 de febrero de 2011, Sergio Embrioni de cincuenta y un años de edad, quien fue parte de la primera formación de Alcohol Etílico y luego de Los Enanitos Verdes, se suicidó en su casa de Chacras de Coria por causas que no se pudieron establecer.

## Curiosidades
- Uno de sus más grandes éxitos escrito por ellos no tuvo repercusión sino hasta una versión más conocida hecha por Los Enanitos Verdes. Se trata de la canción Lamento boliviano (erróneamente llamada Borracho y loco), editada originalmente en el álbum de 1987 Envasado en origen.

## Formación

### Integrantes actuales
- Bajo y voz: Dimi Bass
- Guitarra: Freddy Olivencia
- Teclados y coros: Gustavo Fernández
- Guitarra: Yayi Barrera
- Batería: Pablo Conalbi

### Exintegrantes
- Teclados: Natalio Faingold
- Guitarra: Sergio Embrioni (†) (también formó parte Los Enanitos Verdes).
- Guitarra: Nicky Imazio
- Guitarra: Pierino Raguso
- Guitarra: Daniel Martínez
- Teclados: Horacio Gómez
- Teclados: Daniel Carniello
- Batería: Adrián Vinacour

## Discografía
- Envasado en origen (1986)
- Alcohol Etílico (1988)
- Alcohol puro (1990)
- Cosecha 86-95 (1995)
- Salto al vacío (2000)
- Lo mejor de Alcohol Etílico (2002)
- Al diablo unplugged (2002)
- Hotel Latinoamérica (2005)